# Le Sponsor
 (février 2017).
Si vous disposez d'ouvrages ou d'articles de référence ou si vous connaissez des sites web de qualité traitant du thème abordé ici, merci de compléter l'article en donnant les références utiles à sa vérifiabilité et en les liant à la section « Notes et références ».
Le $pon$or est le soixante-deuxième tome de la série Michel Vaillant, paru en 1999. Suite de l'album La Fièvre de Bercy, il a pour thème principal le regain de compétitivité des Vaillante en Formule 1, désormais soutenues par un important sponsor.

## Synopsis
L'écurie Vaillante est sponsorisée par la société d'informatique FastNet de José Cabral. Grâce à ses nouveaux moyens, Michel Vaillant et Steve Warson obtiennent des résultats de plus en plus probants en Formule 1. Lorsqu'arrive le Grand Prix automobile d'Italie, les deux pilotes Vaillante sont en position de concurrencer les Ferrari et les McLaren Racing dans la lutte pour la victoire.

## Personnages réels présents
- Michael Schumacher
- Eddie Irvine
- Mika Hakkinen
- Jean Alesi
- Jacques Villeneuve
- Pierre Van Vliet